# Ko and the Knockouts
Ko and The Knockouts es un grupo de rock estadounidense. Se formaron en Detroit (Míchigan, Estados Unidos) en el año 2000.
Long Gone John, dueño del sello "Sympathy for the Records Industry" (SFTRI), propuso a Ko Melina, que entonces ejercía de bajista y cantante en The Breakdowns (y que había tocado el órgano Hammond en The Come Ons) que grabase una canción para un recopilatorio que estaba preparando para el sello en el que se recogiesen bandas de la emergente escena de garage rock de Detroit.
Ko contactó con Steve Nawara (guitarrista de The Detroit Cobras y Electric Six) y Jeff Klein (ex batería de The Come Ons y de Gore Gore Girls), con los que entra al estudio a grabar "Black and Blue", con Jack White (de The White Stripes) a la producción. La canción, mezclada por White y Jim Diamond (entonces en The Dirtbombs), apareció en el álbum Sympathetic Sounds Of Detroit (2001).
En SFTRI quedaron encantados con el resultado y animaron a Ko a continuar. Nawara abandona y es sustituido por Eddie Baranek, que había colaborado con The Come Ons, con el que graban su primer LP: Ko and The Knockouts (2002), donde se escuchan su particular visión del garage, con trazos de pop, country y rock.
En 2003 se unió a ellos el Nate Cavalieri al órgano.

## Miembros
- Ko Melina Zydeco: voz y bajo.
- Eddie Baranek: guitarra.
- Jeff Klein: batería.
- Nate Cavalieri: órgano.

### Miembros anteriores
- Steve Nawara: guitarra

## Discografía

### Álbumes
- And The Knockouts (Sympathy For The Record Industry, 2002). CD y LP.

### Participaciones en Recopilatorios
- "Black And Blue" en Sympathetic Sounds Of Detroit (Sympathy For The Record Industry, 2001). LP y CD.
- "Set Me Free" y "Go Getter" en Ghettoblaster Vol. 2 (Motor City Brewing Works, 2002). CD.

- Datos: Q5960281